# 阿部正能
阿部 正能（あべ まさよし、寛永4年（1627年） - 貞享2年4月13日（1685年5月15日））は、江戸時代前期の老中。上総国大多喜藩主、武蔵国忍藩主。忠秋系阿部家2代。官位は従四位下、播磨守。

## 生涯
武蔵国岩槻藩主・阿部正次の長男・阿部政澄の長男。母は加藤清正の娘・本浄院。同族（従叔父）である阿部忠秋の養子となる。諱ははじめ正令（まさよし）、後に正能と改めた。正室は牧野信成の娘。子に阿部正武（長男）、阿部正明（次男）、阿部正房（三男）、阿部正員（四男）、娘（松井松平康官正室）。
誕生翌年の寛永5年（1628年）、実父の政澄と死別する。その10年後の寛永15年（1638年）、祖父の正次から1万石を分与されて大多喜藩を立藩する。叔父の岩槻藩主・阿部重次（政澄に代わり正次の跡を継いだ）の死後、遺領から6000石を分与される。承応元年（1652年）、忠秋の養子となり、重次の遺領は重次の子の阿部定高に返還した。寛文11年（1671年）、忠秋の隠居により忍藩主を継ぐ。大多喜には代わって定高の弟の阿部正春が入った。なお、正春は大多喜新田藩主時代からの自身の知行のみで大多喜藩主となっており、正能は正次から分与された1万石を忍藩領に加えている。
延宝元年（1673年）に老中となったが、同4年（1676年）に辞任した。翌5年（1677年）に隠居し、長男の正武に家督を譲った。その際、正武の弟3人は上総国夷隅郡の旧大多喜藩領を分与され、旗本寄合に列した。貞享2年（1685年）死去した。墓所は多磨霊園。
忠秋は、家督を譲るにあたって自筆の覚書を記し、藩主としての心得および将軍家への奉公を説いている。

## 略歴
- 寛永15年（1638年）4月、祖父・正次から1万石を分与されて大多喜藩主となる。
- 慶安5年（1652年）6月25日、老中・阿部忠秋（父の従弟）の養子となる。
- 寛文11年（1671年）5月25日、忠秋の跡を継ぐ。
- 延宝元年（1673年）12月23日、老中となる。
- 延宝4年（1676年）10月6日、老中職を辞す。
- 延宝5年（1677年）7月、隠居し長男の正武に家督を譲る。また他の息子・正明、正房、正員に計1万石を分与し旗本として分家させる。

## 系譜
父母
- 阿部政澄（実父）
- 本浄院 - 加藤清正の娘（実母）
- 阿部忠秋（養父）

正室
- 牧野信成の娘

子女
- 阿部正武（長男）生母は正室
- 阿部正明（次男）生母は正室
- 阿部正房（三男）生母は正室
- 阿部正員（四男）
- 松平康官正室